# Omahyra Mota
Pour les articles homonymes, voir Mota.
 (mai 2020).
Si vous disposez d'ouvrages ou d'articles de référence ou si vous connaissez des sites web de qualité traitant du thème abordé ici, merci de compléter l'article en donnant les références utiles à sa vérifiabilité et en les liant à la section « Notes et références ».
Omahyra Mota, de son nom complet Omahyra Mota Garcia, née le 30 novembre 1984, est une actrice et mannequin dominicaine de l'agence Victoria's Secret.

## Biographie
Née à Saint-Domingue, Omahyra Mota arrive dans le Queens aux États-Unis à l'âge de 10 ans où elle passe toute son adolescence.
Elle devient mannequin à l'âge de 16 ans. Elle se définit mode punk, et sert de modèle à la fois pour les vêtements femme et homme. Elle travaille avec Terry Richardson. En 2001, elle est citée parmi les 50 plus belles personnes par le magazine People. Elle entre en 2001 chez Victoria's Secret.  
Sa première apparition cinématographique est dans le film Coup d'éclat en 2004, elle y joue une fille de Mooré. Son premier rôle marquant est celui de Philippa Sontag / Arclight dans le film X-Men : L'Affrontement final en 2006. En 2009, elle tourne sous la direction des frères Larrieu dans le film Les Derniers Jours du monde.